# Jackson, Kentucky
Jackson är en stad (city) och administrativ huvudort (county seat) i Breathitt County i delstaten Kentucky, USA. 2010 hade staden 2 231 invånare.

## Kända personer från Jackson
- Sturgill Simpson, countrymusiker och skådespelare